# Catedral de Zvartnots
La catedral de Zvartnots (en armeni, Զվարթնոց, o 'àngels celestials') és una catedral circular en ruïnes del segle vii situada al voltant de 15 quilòmetres a l'oest de Yerevan, Armènia, al límit de la ciutat de Vagharxapat, a la província armènia d'Armavir. Està inscrita en la llista del Patrimoni de la Humanitat de la UNESCO des del 2000 amb el nom de catedral d'Edjmiatsín i el jaciment arqueològic de Zvartnots.

## Història

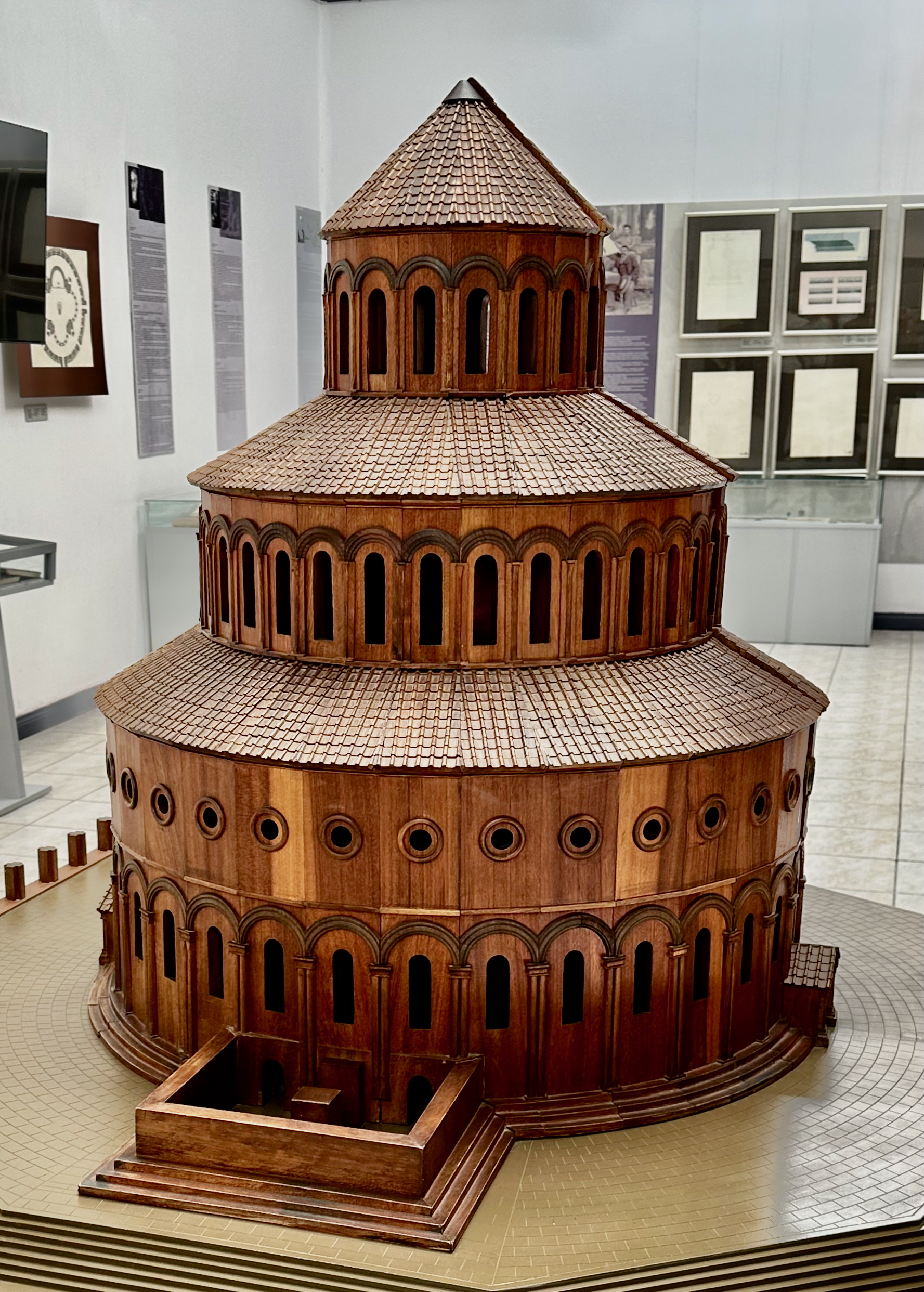
Maqueta de la catedral

Zvartnots va ser construït durant les primeres incursions àrabs musulmanes per capturar i conquerir els territoris de l'Armènia romana d'Orient i sassànida. La construcció de la catedral va començar el 643, sota la direcció del Catholicos Nerses III el Constructor (Shinogh). Dedicada a Sant Gregori, la catedral es va construir en un lloc on es diu que va tenir lloc una reunió entre el rei Tiridates III i Gregori l'Il·luminador. Segons l'historiador armeni medieval Movses Kaghankatvatsi, la catedral va ser consagrada el 652. Del 653 al 659, Nerses va ser a Taik i la construcció de la catedral va continuar sota Anastas Akoratsi. Després de l'ocupació àrab de Dvin i a causa de les guerres d’intensitat creixent entre els exèrcits romà d'Orient i àrab a les fronteres orientals del primer, Nerses va traslladar el palau patriarcal del catolicós de Dvin a Zvartnots.
El disseny exterior de l’església, amb capitells en forma de cistella amb volutes jòniques, capitells amb àguiles i frisats de motius vegetals en espiral, revela la influència de l’arquitectura de Síria i del nord de Mesopotàmia.
Zvartnots va romandre dempeus durant 320 anys abans d'esfondrar-se al segle X; quan l’historiador del segle XI Esteve Asolik va esmentar l’església a la seva Història Universal, la catedral ja era en ruïnes. Encara avui es debat com va col·lapsar, tot i que la majoria d’experts apunten dues teories principals: un terratrèmol o els danys provocats per atacs derivats de repetides incursions àrabs.

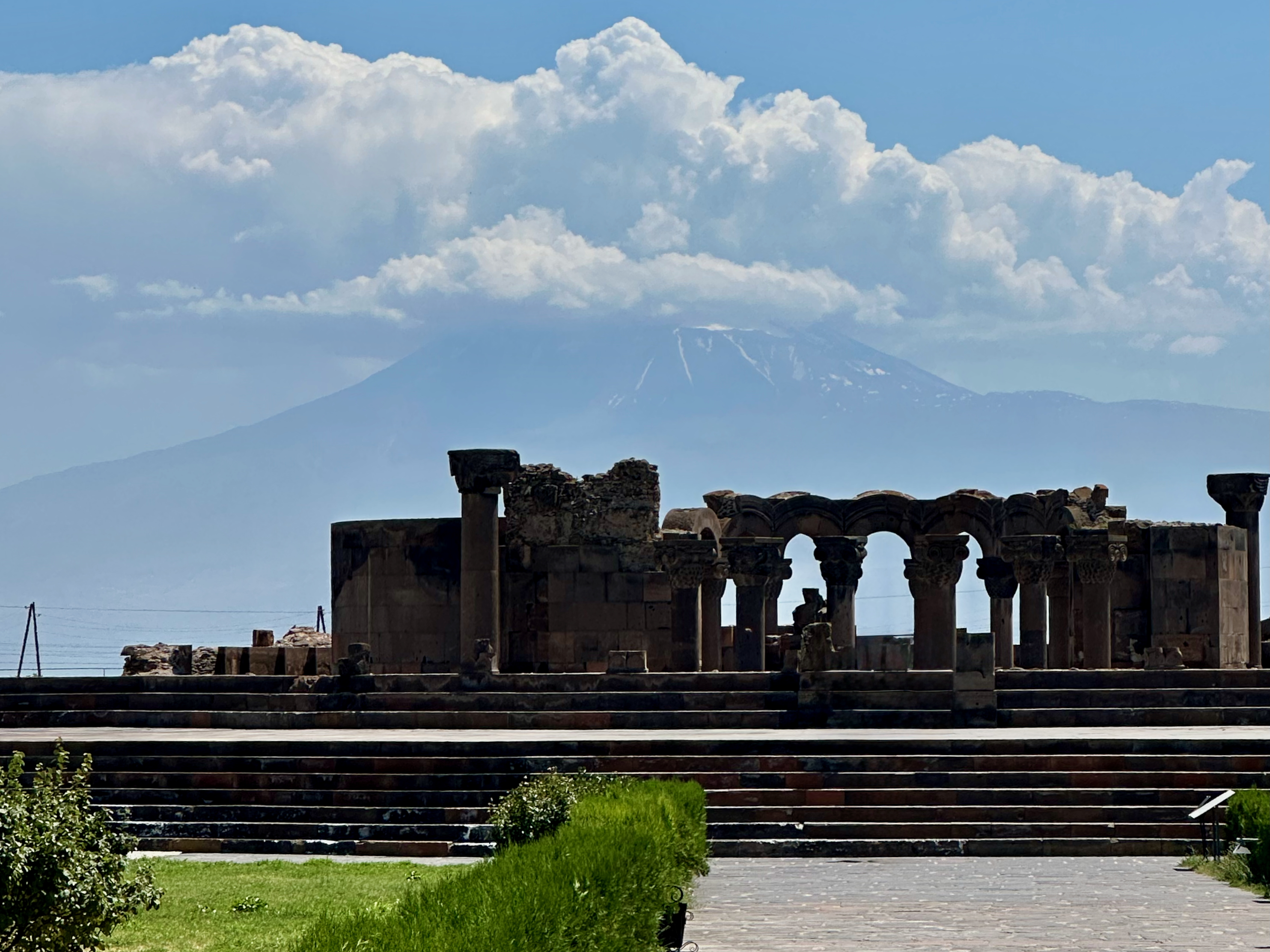
La Catedral de Zvartnots amb l'Ararat al fons

L’explicació més habitual és que la catedral s’esfondrà a causa d’un terratrèmol, tot i que l’edifici estava ben dissenyat i pensat per durar mil anys (una data projectada per a la segona vinguda de Crist). Les excavacions han revelat restes de grans incendis al lloc, possiblement d’un intent anterior de destruir l’església, tot i que la construcció també incloïa l’ús de morter fet amb obsidiana i calç cuita per formar les juntes (convertint-lo en maó). A més, una campanya d’excavació el 1893 va utilitzar foc i explosius per desprendre runes.
Una còpia fidel de la catedral va ser erigida a Ani pel famós arquitecte Trdat, durant el regnat de Gagik I Bagratuni a la darrera dècada del segle X. Esteve Asolik es referí a Zvartnots en descriure l’església que Gagik I havia inaugurat com una gran estructura a Vałaršapat [Vagharshapat], dedicada al mateix sant i que havia caigut en ruïnes.